# FK Minsk
FK Minsk är en vitrysk fotbollsklubb från landets huvudstad, Minsk. Klubben grundades år 1954 och har verksamhet för både dam- och herrlag.

## Herrlaget
Klubbens herrlag spelar för närvarande i den högsta vitryska ligan.

## Damlaget
FK Minsk är en av de mest framgångsrika klubbarna på damsidan i Vitryssland, och blev mästare i landet säsongen 2016.
Klubben deltog i Uefa Women's Champions League säsongen 2016/2017 och tog sig där till sextondelsfinal efter att ha vunnit gruppspelet före belgiska Standard de Liége, kroatiska ZNK Osijek och makedonska ZNK Dragon 2014. I sextondelsfinalen blev dock FC Barcelona för svåra och FK Minsk slogs ut med siffrorna 1-5. Klubbens bästa målskytt i turneringen blev nigerianskan Emueje Ogbiagbevha med fem mål.

## Placering tidigare säsonger
| Säsong | Nivå | Liga             | Placering |        |
| ------ | ---- | ---------------- | --------- | ------ |
| 2010   | 1    | Vysshaya Liga    | 3         | [ 8 ]  |
| 2011   | 1    | Vysshaya Liga    | 9         | [ 9 ]  |
| 2012   | 1    | Vysshaya Liga    | 6         | [ 10 ] |
| 2013   | 1    | Vysshaya Liga    | 8         | [ 11 ] |
| 2014   | 1    | Vysshaya Liga    | 7         | [ 12 ] |
| 2015   | 1    | Vysshaya Liga    | 6         | [ 13 ] |
| 2016   | 1    | Vysshaya Liga    | 4         | [ 14 ] |
| 2017   | 1    | Vysshaya Liga    | 14        | [ 15 ] |
| 2018   | 1    | Vysshaya Liga    | 11        | [ 16 ] |
| 2019   | 1    | Vysshaya Liga    | 10        | [ 17 ] |
| 2020   | 1    | Vysshaya Liga    | 11        | [ 18 ] |
| 2021   | 1    | Vysshaya Liga    | 13        | [ 19 ] |
| 2022   | 1    | Vysshaya Liga    | 6         | [ 20 ] |
| 2023   | 1    | Vysjejsjaja liha | 8         | [ 21 ] |